# Pyrrhopyge arax
Espèce
Pyrrhopyge arax est une espèce de lépidoptères (papillons) de la famille des Hesperiidae, de la sous-famille des Pyrginae, de la tribu des Pyrrhopygini et du genre Pyrrhopyge.

## Dénomination
Pyrrhopyge arax a été nommé par William Harry Evans en 1951.

### Nom vernaculaire
Pyrrhopyge arax se nomme Arax Firetip en anglais.

## Description
Pyrrhopyge arax présente un corps trapu de couleur marron avec la tête rouge et l'extrémité de l'abdomen orange.
Les ailes sont de couleur marron avec une frange orange.

## Écologie et distribution
Pyrrhopyge arax est présent en Bolivie et dans le sud du Pérou,.

### Protection
Pas de statut de protection particulier.